# Sebastiania vestita
Sebastiania vestita är en törelväxtart som beskrevs av Johannes Müller Argoviensis. Sebastiania vestita ingår i släktet Sebastiania och familjen törelväxter. Inga underarter finns listade i Catalogue of Life.